# 浦賀 (横須賀市の町名)
浦賀（うらが）は、神奈川県横須賀市の地名。現行行政地名は浦賀一丁目から浦賀七丁目。住居表示実施済区域。

## 地理
横須賀市の東部にある浦賀地区に属し、北東に浦上台と二葉、東に東浦賀、南東と南西に西浦賀、南に浦賀丘、西に吉井、北に桜が丘と馬堀町と接している。

### 地価
住宅地の地価は、2022年（令和4年）7月1日の公示地価によれば、浦賀5-63-4の地点で9万4500円/m2となっている。

## 世帯数と人口
2023年（令和5年）4月1日現在（横須賀市発表）の世帯数と人口は以下の通りである。
| 丁目       | 世帯数    | 人口    |
| ---------- | --------- | ------- |
| 浦賀一丁目 | 176世帯   | 392人   |
| 浦賀二丁目 | 153世帯   | 277人   |
| 浦賀三丁目 | 482世帯   | 950人   |
| 浦賀四丁目 | 11世帯    | 19人    |
| 浦賀五丁目 | 1,052世帯 | 2,331人 |
| 浦賀六丁目 | 444世帯   | 953人   |
| 浦賀七丁目 | 179世帯   | 359人   |
| 計         | 2,497世帯 | 5,281人 |

### 人口の変遷
国勢調査による人口の推移。
| 年                 | 人口  |
| ------------------ | ----- |
| 2010年（平成22年） | 5,869 |
| 2015年（平成27年） | 5,585 |
| 2020年（令和2年）  | 5,322 |

### 世帯数の変遷
国勢調査による世帯数の推移。
| 年                 | 世帯数 |
| ------------------ | ------ |
| 2010年（平成22年） | 2,232  |
| 2015年（平成27年） | 2,229  |
| 2020年（令和2年）  | 2,268  |

## 学区
市立小・中学校に通う場合、学区は以下の通りとなる（2022年3月時点）。
| 丁目       | 番・番地等 | 小学校               | 中学校               |
| ---------- | ---------- | -------------------- | -------------------- |
| 浦賀一丁目 | 全域       | 横須賀市立浦賀小学校 | 横須賀市立浦賀中学校 |
| 浦賀二丁目 | 全域       | 横須賀市立浦賀小学校 | 横須賀市立浦賀中学校 |
| 浦賀三丁目 | 全域       | 横須賀市立浦賀小学校 | 横須賀市立浦賀中学校 |
| 浦賀四丁目 | 全域       | 横須賀市立浦賀小学校 | 横須賀市立浦賀中学校 |
| 浦賀五丁目 | 全域       | 横須賀市立浦賀小学校 | 横須賀市立浦賀中学校 |
| 浦賀六丁目 | 全域       | 横須賀市立浦賀小学校 | 横須賀市立浦賀中学校 |
| 浦賀七丁目 | 全域       | 横須賀市立高坂小学校 | 横須賀市立浦賀中学校 |

## 事業所
2021年（令和3年）現在の経済センサス調査による事業所数と従業員数は以下の通りである。
| 丁目       | 事業所数  | 従業員数 |
| ---------- | --------- | -------- |
| 浦賀一丁目 | 21事業所  | 182人    |
| 浦賀二丁目 | 9事業所   | 45人     |
| 浦賀三丁目 | 46事業所  | 420人    |
| 浦賀四丁目 | 7事業所   | 19人     |
| 浦賀五丁目 | 35事業所  | 238人    |
| 浦賀六丁目 | 20事業所  | 186人    |
| 浦賀七丁目 | 10事業所  | 58人     |
| 計         | 148事業所 | 1,148人  |

### 事業者数の変遷
経済センサスによる事業所数の推移。
| 年                 | 事業者数 |
| ------------------ | -------- |
| 2016年（平成28年） | 152      |
| 2021年（令和3年）  | 148      |

### 従業員数の変遷
経済センサスによる従業員数の推移。
| 年                 | 従業員数 |
| ------------------ | -------- |
| 2016年（平成28年） | 1,038    |
| 2021年（令和3年）  | 1,148    |

## 交通

### 鉄道
- 京浜急行電鉄 本線
  - 浦賀駅

### 道路
- 神奈川県道208号浦賀港線

## 施設
- 横須賀市立浦賀小学校
- 横須賀市立浦賀中学校
- 横須賀浦賀郵便局[12]

## その他

### 日本郵便
- 郵便番号 : 239-0822[2]（集配局 : 久里浜郵便局[13]）。